# David Patiño
David Patiño Oviedo (ur. 6 września 1967 w mieście Meksyk) – meksykański piłkarz występujący na pozycji napastnika, reprezentant Meksyku, trener piłkarski, od 2025 roku prowadzi honduraską Victorię.

## Kariera klubowa
Patiño pochodzi ze stołecznego miasta Meksyk i jest wychowankiem tamtejszego zespołu Pumas UNAM. W meksykańskiej Primera División zadebiutował podczas rozgrywek México '86, natomiast premierowego gola w najwyższej klasie rozgrywkowej strzelił 25 października tego samego roku w wygranym 2:0 spotkaniu z Toros Neza. Szybko wywalczył sobie miejsce w wyjściowej jedenastce i w sezonie 1987/1988 wywalczył z Pumas wicemistrzostwo kraju. Rok później triumfował w Pucharze Mistrzów CONCACAF i doszedł do finału Copa Interamericana, natomiast podczas rozgrywek 1990/1991 zdobył tytuł mistrza Meksyku. Barwy Pumas reprezentował przez ponad siedem lat, zdobywając w tym czasie 51 goli w 200 ligowych meczach. W połowie 1993 roku odszedł do ekipy wicemistrza Meksyku – CF Monterrey. Spędził tam cztery sezony w roli kluczowego zawodnika pierwszej drużyny, jednak nie potrafił nawiązać do sukcesów odnoszonych z Pumas.
Podczas drugiej połowy sezonu 1997 Patiño występował w amerykańskim Colorado Rapids – tam zdobył pięć bramek w 23 spotkaniach, wygrał rozgrywki konferencji zachodniej i wywalczył wicemistrzostwo Major League Soccer. Po pół roku powrócił do Monterrey, którego barwy ponownie przywdziewał przez sześć miesięcy. W lipcu 1998 podpisał umowę z beniaminkiem pierwszej ligi meksykańskiej – CF Pachuca. Tam pojawiał się na boisku regularnie, jednak niemal wyłącznie w roli rezerwowego. W sezonie Invierno 1999 – swoich ostatnich na pierwszym poziomie rozgrywek – wywalczył z prowadzoną przez szkoleniowca Javiera Aguirre ekipą drugie w karierze mistrzostwo Meksyku. Karierę zakończył w wieku 33 lat w drugoligowym Toros Neza z miasta Nezahualcóyotl, nie odnosząc z nim żadnych większych osiągnięć i ani razu nie wpisując się na listę strzelców.

## Kariera reprezentacyjna
W 1985 roku Patiño znalazł się w ogłoszonym przez szkoleniowca Jesúsa del Muro składzie reprezentacji Meksyku U-20 na Młodzieżowe Mistrzostwa Świata w Związku Radzieckim. Pełnił tam funkcję rezerwowego swojej ekipy, rozgrywając dwa spotkania po wejściu z ławki i nie zdobywając ani jednej bramki, natomiast jego drużyna zdołała dotrzeć do ćwierćfinału rozgrywek.
W seniorskiej reprezentacji Meksyku Patiño zadebiutował w 1993 roku i niebawem został powołany przez selekcjonera Miguela Mejíę Baróna na turniej Copa América. Strzelił tam dwa gole i pomógł debiutującym w tych rozgrywkach Meksykanom w dojściu do przegranego ostatecznie 1:2 finału z Argentyną, w którym sam wystąpił. Swój ogólny seniorski bilans reprezentacyjny zakończył na czterech golach w 27 spotkaniach.

## Kariera trenerska
Swoją karierę szkoleniową Patiño rozpoczął jako asystent w pierwszoligowym zespole Monarcas Morelia, a w październiku 2007 zastąpił José Luisa Trejo na stanowisku trenera pierwszego zespołu. Poprowadził tę ekipę w osiemnastu ligowych spotkaniach, notując siedem zwycięstw i jedenaście porażek, a także w rozgrywkach InterLigi 2008, gdzie jego zespół trzykrotnie schodził z boiska pokonany. Odszedł z klubu w marcu 2008, jednak już jesienią tego samego roku objął drugoligową filię Morelii – Mérida FC. Z tą drużyną wygrał rozgrywki Primera A w sezonie Clausura 2009, co nie zaowocowało jednak awansem do najwyższej klasie rozgrywkowej – Mérida w decydującym dwumeczu przegrała z Querétaro. Podczas wiosennego sezonu Clausura 2011 trenował drugoligowy Atlante UTN – inną filię Morelii. Po upływie sześciu miesięcy objął posadę szkoleniowca innej filialnej drużyny Morelii – Neza FC, także występującej w drugiej lidze. Tam pracował przez rok bez większych sukcesów.
W maju 2012 Patiño zastąpił Joaquína del Olmo w roli opiekuna drugoligowego Tiburones Rojos de Veracruz. W drużynie z portowego miasta spędził kilka kolejnych miesięcy, lecz zdołał odnieść tylko dwa zwycięstwa w trzynastu spotkaniach i został zwolniony wskutek słabych wyników we wrześniu 2012. Na początku 2013 roku powrócił do swojego macierzystego klubu Pumas UNAM, gdzie został trenerem drugoligowych rezerw, Pumas Morelos. Pod jego kierownictwem ekipa spisywała się przeciętnie, a na koniec sezonu spadła do trzeciej ligi meksykańskiej. Bezpośrednio po tym rozpoczął pracę w akademii juniorskiej klubu, obejmując zespół w kategorii wiekowej U-20.